# ホータン空港
ホータン空港（－くうこう）は中華人民共和国新疆ウイグル自治区ホータン地区ホータン市に位置する空港。ホータン市中心から11.5km離れている。

## 就航航空会社と就航路線
| 航空会社 | 就航地 |
| -------- | ------ |
| 成都航空 | 塔城   |

- 中国南方航空 - ウルムチ
- ウルムチ航空 - ウルムチ、カラマイ

## 註釈・参考資料
1. ↑  和田機場与駐和空軍部隊挙行聯誼活動話発展
2. ↑  World Aero Data: HOTAN -- ZWTN